# Kurdistanska radnička stranka
Kurdistanska radnička stranka (partija) ili PKK (kurdski: Partiya Karkerên Kurdistan) je paravojna ljevičarska organizacija koja se bori za neovisnost Kurdistana. Od 1984. godine vodi oružani sukob s Turskom da bi pridobila određena kulturna i politička prava za Kurde unutar Turske.
Stranku je osnovala 1978. godine u malom selu Fis u Turskoj grupa studenata. Prvi vođa stranke bio je Abdullah Öcalan.
Zemlje EU, NATO-a i SAD kao i Turska, Sirija, Irak i Iran smatraju je terorističkom organizacijom.

## Povijest
U ranim 1970-tima, kostur organizacije osnovali su studenti iz Ankare. Za prvu sjednicu strane uzima se sjednica održana 27. studenog 1978., na kojoj je stranka dobila ime koje i dan danas nosi. Vrlo brzo nakon toga fokus grupe postala je široka masa Kurda koja je živjela na području jugoistočne Turske. Cilj stranke bio je pridobivanje podrške šire mase u borbi za prava i slobodu.
Ubrzo nakon toga grupa je uzrokovala niz nereda i nemira koji su se proširili po cijeloj zemlji uzrokujući politički kaos. Određeni izvori ih optužuju kako su pokušali atentat na tadašnjeg vođu Kurda Mehmet Celal Bucaka (za kojega se vjerovalo da eksploatira i izrabljuje stanovništvo i surađuje s turskim vlastima).
Početkom osamdesetih godina 20. stoljeća PKK je izveo niz terorističkih napada od kojih je najznačajniji napad na tursko veleposlanstvo u Strasbourgu.
1984. godine stranka se transformirala u paravojnu grupu, te su osnovali i započeli korištenje vojnih baza i kampova u Francuskoj. Postali su manje centralizirani i svoj raspon operacija proširili na teritorij Europe i jugozapadne Azije.
Tijekom 90-tih godina Turska i Sirija modernizacijom sigurnosnih službi smanjuju broj napada i nemira koje su radili pripadnici PKK-a. Godine 1999. vođa stranke Abdullah Öcalan je uhićen te sudski procesuiran (prvotno je bio osuđen na smrtnu kaznu, ali je kasnije ipak dosuđena doživotna kazna zatvora).

## Organizacija
PKK ima mnogobrojne vođe (to su uglavnom vođe podružnica u zapadnim zemljama), ali je do svog uhićenja, Abdullah Öcalan bio formalni vođa cijele stranke (Öcalan je i dalje počasni vođa, iako se trenutno nalazi u zatvoru). Današnji de facto vođa je Cemil Bayık.

### Kampovi
Prvi kamp preko kojeg se vršila regrutacija i obuka članova strane uspostavljen je 1982. godine u dolini Beqaa (tada pod kontrolom Sirije). Prvi kampovi su osnovani uz vojnu i financijsku pomoć Sirije i PLO-a. Nakon građanskog rata glavni kamp je prebačen u Irak, a cijelo središte organizacije pod velikim pritiscima premješteno je u planine Kandil. Zbog velike nesigurnosti u regijama tijekom rata u Iraku, stranka je umjesto jednog velikog kampa organizirala više malih kampova (zbog straha od uništenja i napada stranih oružanih snaga). Tijekom ovog perioda uspostavljeni su moderni kampovi s velikim spremištima oružja, izviđačkom opremom i komunikacijskim centrima.
Obavještajni podaci iz 2007. godine ukazuju na to da stranka ima kampove u planinama između Turske i Iraka. Također, razvile su se dvije vrste kampove. Prvi su pogranični kampovi preko kojih se članovi PKK-a infiltriraju u Tursku (sadrže visoko mobilne jedinice i posebno obučene ljude, a kampovi imaju minimalističku opremu i strukturu). Drugi tip kampova je opremljen suvremenom i modernom tehnologijom i infrastrukturom (uključuje bolnice, generatore električne energije i velika skladišta vatrenog oružja.
Također, PKK ima kampove u stranim zemljama poput Nizozemske i susjednih europskih zemalja. Ovi trening kampovi su dobro sakriveni duboko u šumama. Većina ih je kratkog vijeka jer ih obavještajci lociraju, a potom policija obavlja racije i pretrese.

## Aktivnost
Tijekom prvih godina nakon osnivanja, organizacija je koristila klasične terorističke metode djelovanja kao što su atentati, postavljanje bombi i sl. Nakon 1980. godine organizacija mijenja svoj oblik u paravojnu postrojbu. Nakon 1984. godine organizacija usvaja i primjenjuje maoističko-komunističke metode ratovanja, koje su se same po sebi odvijale u više razvojnih faza.

### Politička aktivnost (1978. – 1984.)
U prvoj fazi PKK kao primarni cilj ima dobivanje podrške od kurdske populacije. Napadali su vladajuće i druge državne organe želeći stvoriti opći kaos. Također, koristili su se distribucijom propagandnog materijala kako bi lakše širili svoj program. PKK je svoje taktike temeljio na zasjedama, sabotažama, prosvjedima i demonstracijama protiv Turske vlasti. Tijekom ovog vremena također je došlo do obračuna između PKK-a i ostalih kurdskih organizacija, a opravdanje za ove činove stajalo je u tome kako je potrebno kurdski narod obraniti pod svaku cijenu, bez obzira na žrtve i posljedice.

### Oružana pobuna (1984. – 1999.)
Ovo je bila tzv. druga faza borbe i općenito druga faza postojanja PKK-a. Ovaj period karakterizira duga i nisko intenzitetna borba protiv vladajućih, s ciljem stvaranja disbalansa i nemira unutar vladinih vojnih i vitalnih institucija. Umjesto da su se izlagali direktnim i teškim borbama, radije su pribjegavali samoubilačkim napadima, otmicama i sabotažama. Zabilježeno je i nasilno ponašanje te otmice civila i stranih turista koji su dolazili u posjet Turskoj.
Kao odgovor na ovo ponašanje, vlasti su u suradnji s ostalim zapadnim zemljama pokrenule niz protuterorističkih operacija s ciljem neutralizacije Kurdistanske radničke stranke. 1985. godine uvedena je tzv. Seoska garda koja je za cilj imala preventivno djelovanje protiv kurdskih boraca.

### Faza primirja (1999. – 2004.)
Nakon što je vođu i jednog od osnivača organizacije Abdullaha Öcalana uhvatila i procesuirala Turska, organizacija je izgubila na svojoj snazi. Napadi i borbe nikad nisu dosegle intenzitet iz 80-tih godina. Jedino područje organizacije koje je bilježilo porast bila je regrutacija novih članova.
U travnju 2002. godine, na osmom po redu kongresu stranke, PKK mijenja svoje ime u Kurdistanski Kongres slobode i demokracije (KADEK). KADEK je promovirao i zastupao mirnu borbu za prava Kurda.
Na sljedećem kongresu održanom 2003. godine, organizacija mijenja svoje ime u Narodni Kongres Kurdistana (KGK). Sadašnji stav bio je odbacivanje nacionalističke ideologije te odbacivanje izgradnje vlastite države kao primarnog i jedinog cilja.

### Drugi sukob (2004. – 2012.)
KGK u lipnju 2004. godine ukida odredbu o mirnoj borbi za prava Kurda, tvrdeći kako Turska ne poštuje dogovor i ne mijenja svoje stajalište prema kurdskim civilima unutar zemlje. Turske obavještajne službe tvrdile su kako je u lipnju 2004. godine više od 2.000 kurdskih boraca prešlo tursku granicu.
Iako tijekom razdoblja 2002. – 2010. oružanim sukobom nije napravljen nikakav značajni vojni pomak, PKK je uspio zadržati podršku Kurda koji su živjeli unutar granica turske. 2005. godine PKK vraća nazad svoje originalno ime.
Godine 2012. donosi najžešće sukobe još od 1999. godine. Procjenjuje se da je samo 2012. godine u sukobu poginulo oko 540 osoba. Te iste godine, PKK dobiva podršku sirijskih Kurda koji se uključuju u oružani sukob.

### Mirovni proces (2013. – 2015.)
Pri kraju 2012. godine, turske vlasti započinju pregovore s PKK-om o prekidu vatre. Informacije i dogovori išli su preko još uvijek formalnog vođe Öcalana i ostalih vođa koji su se nalazili u sjevernom Iraku. 21. ožujka 2013. godine primirje je objavljeno, a 25. travnja iste godine PKK je najavio svoje povlačenje iz Turske. Povlačenje je odgođeno nekoliko dana zbog pregovora s iranskom vladom koja je izdala upozorenje da su njihove granice otvorene samo za civile bez oružja, te da ulazak militantnih skupina i paravojnih organizacija i formacija neće tolerirati.
Procjenjuje se kako je u tom razdoblju više od 1.500 PKK boraca prešlo granicu Turska-Iran. Proces povlačenja boraca trajao je nekoliko mjeseci.

### Obnovljena pobuna (srpanj 2015.-danas)
Par mjeseci prije parlamentarnih izbora, ankete su upućivale na to kako će Turska narodna stranka (HDP) (inače pro-kurdski nastrojena) dobiti podršku od čak 10% glasača. Turske vlasti, pogotovo predsjednik Erdogan, držali su govore i pisali komentare koji su umanjivali vrijednost kurdskih civila te su osporavali ulogu HDP-a kao posrednika između njih i Kurda. To je bio prvi čin koji je zaoštrio tenzije i doveo primirje pod veliku upitnik.
Nakon što se Turska formalno uključila u borbu protiv tzv. Islamske države 2015. godine, iskoristili su kaos i pomutnju kako bi bombardirali kampove i organizacijska mjesta PKK-a u Iranu. Broj žrtava u tim bombardiranjima dostigao je 2.000 žrtava (uglavnom civila).

## Taktika
Borci PKK-a uglavnom svoje oružane akcije vode u planinskim ruralnim područjima ili u gustim gradskim područjima. Planinska i ruralna područja pružaju im zaštitu među stablima, u špiljama i improvizranim građevinama, postavljajući ih kao tešku metu za protivničko ratno zrakoplovstvo.

### Novačenje
Tijekom novačenja poštuje se jednakost spola, tako da jednaku priliku dobiju prijavljeni muškarci i žene (iako je u organizaciji otprilike samo deset posto ženskih boraca). Tijekom 1990-ih godina broj žena koje su novačene popeo se na 30 posto od ukupnog broja novih pridošlica (bilo ih je oko 17.000). U turskim ćelijama dominiraju muški borci zbog vrlo konzervativne sredine koja isključuje žene iz bilo kakvog oblika ratovanja. Po procjenama iz 2007. godine, u organizaciji je bilo između 1.000 i 4.500 žena.

### Oružje
Oružje se pribavlja zapljenama, donacijama i kupovinom. Pljeni se turskim vojnicima, seoskoj gardi i policiji. Najveći isporučitelj oružja za PKK bili su ili jesu: Sovjetski savez, Italija, Kina, Čehoslovačka i sl. zemlje.
Najzastupljenije oružje je:
- AK-47: 4.500 komada (nabavljeno iz SSSR-a, Kine, Bugarske i Mađarske.
- Ostalo automatsko oružje: približno 5.700 komada oružja (oko 1.000 komada kupljeno, više od 4.000 oduzeto turskim borcima).
- Raketni bacači: otprilike 1.600 komada (većina kupljena u SSSR-u)
- Pištolji: 2885 komada (60 posto kupljeno od Čehoslovačke, Italije i Španjolske, a ostalih 40 posto oduzeto na bojištu)
- Ručne bombe: preko 3.400 komada (najviše iz SSSR-a).
- Mine: preko 11.000 komada (preko 60 posto iz Italije, ostalo iz Rusije i Njemačke.

## Financiranje
Izvori financiranja organizacije dolaze od prodaje različitih publikacija te donacija legalnih poduzeća čiji su vlasnici Kurdi (poduzeća se najčešće nalaze u Europi). Također, u Europi postoji simpatizerska organizacija pod nazivom Konfederacija kurdskih udruženja (skraćeno KON-KURD). Središte KON-KURD-a je u Bruxellesu, te državne službe bilježe redovne donacije iste.
Interpol je Kurdistansku radničku stranku 1992. godine optužio za ilegalni i neovlašteni promet i prodaju droge.